# 1. československá fotbalová liga 1974/1975
1. československou ligu v sezóně 1974 – 1975 vyhrál Slovan Bratislava. Z ligy poprvé sestoupila Sparta Praha a s ní i AC Nitra.
Po podzimní části ligy se zdálo, že obhajoba ligového titulu pro Slovan Bratislava bude jednoznačná, ale jarní ofenzíva Interu Bratislava a Bohemians Praha způsobila, že o titul bojovaly v posledním kole na stadionu Interu mezi sebou bratislavské oddíly. Tento zápas byl právem považován za nejlepší zápas ligy[zdroj?]. Stadion byl vyprodán, přestože utkání bylo vysíláno v televizi[zdroj?]. Slovan vyhrál 4:2 (Švehlík 2, Jokl a Ondruš / Jurkemik a Petráš), a obhájil titul mistra ligy.

## Tabulka ligy
| Poř. | Tým                        | Z  | V  | R  | P  | VG | OG | B  |
| ---- | -------------------------- | -- | -- | -- | -- | -- | -- | -- |
| 1.   | TJ Slovan CHZJD Bratislava | 30 | 16 | 7  | 7  | 72 | 34 | 39 |
| 2.   | TJ Inter Bratislava        | 30 | 18 | 1  | 11 | 66 | 41 | 37 |
| 3.   | TJ Bohemians ČKD Praha     | 30 | 15 | 6  | 9  | 46 | 31 | 36 |
| 4.   | TJ Zbrojovka Brno          | 30 | 12 | 8  | 10 | 37 | 40 | 32 |
| 5.   | TJ Slavia Praha IPS        | 30 | 12 | 6  | 12 | 46 | 44 | 30 |
| 6.   | TJ Spartak TAZ Trnava      | 30 | 12 | 6  | 12 | 32 | 36 | 30 |
| 7.   | TJ Sklo Union Teplice      | 30 | 9  | 12 | 9  | 28 | 36 | 30 |
| 8.   | TJ VSS Košice              | 30 | 12 | 5  | 13 | 66 | 58 | 29 |
| 9.   | ASVS Dukla Praha           | 30 | 9  | 11 | 10 | 33 | 35 | 29 |
| 10.  | TJ Škoda Plzeň             | 30 | 13 | 2  | 15 | 45 | 53 | 28 |
| 11.  | TJ LIAZ Jablonec           | 30 | 12 | 4  | 14 | 28 | 36 | 28 |
| 12.  | TJ ZVL Žilina              | 30 | 11 | 6  | 13 | 38 | 49 | 28 |
| 13.  | TJ Baník Ostrava OKD       | 30 | 9  | 9  | 12 | 32 | 36 | 27 |
| 14.  | TJ TŽ Třinec               | 30 | 9  | 9  | 12 | 31 | 37 | 27 |
| 15.  | TJ Sparta ČKD Praha        | 30 | 11 | 5  | 14 | 44 | 54 | 27 |
| 16.  | TJ AC Nitra                | 30 | 11 | 1  | 18 | 32 | 56 | 23 |

## Soupisky mužstev

### TJ Slovan CHZJD Bratislava
Marián Sedílek (1/0/0),
Alexander Vencel (29/0/11) –
Bohumil Bizoň (6/0),
Ján Čapkovič (30/16),
Jozef Čapkovič (25/4),
Marián Elefant (8/0),
Koloman Gögh (30/0),
Ján Haraslín (13/1),
Karol Jokl (15/2),
Marián Masný (30/13),
Ján Medviď (27/1),
Peter Mutkovič (11/0),
Juraj Novotný (22/8),
Anton Ondruš (30/7),
Ivan Pekárik (27/7),
Ján Pivarník (25/0),
Marián Pochaba (2/0),
Ján Švehlík (30/13) –
trenér Jozef Vengloš

### TJ Inter Slovnaft Bratislava
Vojtech Hornáček (8/0/2),
Miroslav Kovařík (23/0/6),
Lóránt Majthényi (2/0/0) –
Jozef Bajza (29/4),
Jozef Barmoš (30/1),
Tibor Fischer (3/0),
Július Goga (8/0),
Milan Hrica (30/0),
Ladislav Jurkemik (28/8),
Anton Kadlec (1/0),
Jozef Levický (30/10),
Peter Luprich (27/6),
Peter Michalec (2/0),
Peter Mráz (29/4),
Marián Novotný (26/7),
Anton Obložinský (8/0),
Ladislav Petráš (25/20),
Jozef Šajánek (22/4),
Jaroslav Šimončič (13/0),
Peter Šolin (3/0),
Ľudovít Zlocha (16/1) –
trenér Valerián Švec

### TJ Bohemians ČKD Praha
František Kozinka (30/0/12) –
František Barát (9/0),
Štefan Ivančík (30/7),
Jan Jarkovský (28/6),
Josef Jelínek (9/1),
František Jílek (24/0),
Pavel Klouček (6/0),
František Knebort (16/6),
Petr Králíček (26/4),
Pavel Loukota (5/0),
Jaroslav Marčík (1/0),
Jaroslav Marek (1/0),
Karel Mastník (30/5),
Petr Packert (12/1),
Antonín Panenka (24/7),
Zdeněk Prokeš (29/2),
Emil Řehák (15/5),
Jaroslav Šmídek (1/0),
Jan Típek (2/0),
Miroslav Valent (30/0),
Josef Vejvoda (28/0),
Petr Vokáč (10/0) –
trenér Bohumil Musil

### TJ Zbrojovka Brno
Josef Hron (19/0/7),
Ľubomír Páleník (13/0/0) –
Vasilis Bolobocis (1/0),
Miroslav Bureš (3/0),
Jiří Hajský (27/6),
Emil Hamar (13/3),
Jiří Hamřík (26/2),
Ivan Hrdlička (28/0),
Karel Jarůšek (28/3),
Jan Klimeš (26/0),
Jan Kopenec (18/0),
Vítězslav Kotásek (27/6),
Karel Kroupa (25/10),
Ivan Lauko (14/0),
Ľudovít Mikloš (20/4),
Vlastimil Petržela (2/0),
Josef Pospíšil (26/0),
Jindřich Svoboda (27/0),
Miroslav Uvízl (7/0),
Rostislav Václavíček (30/3),
Karel Večeřa (2/0) –
trenér František Havránek

### TJ Slavia Praha IPS
Miroslav Stárek (27/0/7),
František Zlámal (5/0/0) –
Pavol Biroš (29/0),
Josef Bouška (10/0),
František Cipro (28/0),
Jiří Grospič (18/1),
Dušan Herda (26/6),
Peter Herda (21/5),
Oldřich Hlavnička (4/0),
Josef Jebavý (29/8),
Pavel Karafiát (15/1),
Zdeněk Klimeš (5/1),
… Knap (1/0),
Ivo Lubas (15/2),
Ján Luža (18/1),
Jan Mareš (26/2),
Petr Ondrášek (11/0),
Zdeněk Peclinovský (21/1),
Robert Segmüller (30/13),
Bohumil Smolík (15/1),
František Veselý (28/3) –
trenér Jaroslav Jareš, asistenti Jiří Vlasák (1.–10. kolo), Miloš Urban (11.–30. kolo)

### TJ Spartak TAZ Trnava
Josef Geryk (5/0/0),
Dušan Keketi (26/0/9) –
Jozef Adamec (26/5),
Ľudovít Baďura (25/1),
Pavol Benčo (7/0),
Karol Dobiaš (26/1),
Michal Gašparík (25/2),
Vladimír Hagara (13/0),
František Horváth (22/0),
Anton Hrušecký (11/2),
Tibor Jančula (23/7),
Dušan Kabát (17/0),
Marián Krajčovič (7/0),
Rudolf Kramoliš (12/4),
Ladislav Kuna (28/3),
Kamil Majerník (6/1),
Stanislav Martinkovič (2/1),
Jaroslav Masrna (17/3),
Peter Mrva (1/0),
Jozef Procházka (5/0),
Vojtech Varadin (29/2),
Tibor Velický (2/0),
Milan Zvarík (25/0) –
trenér Anton Malatinský

### TJ Sklo Union Teplice
Jiří Sedláček (28/0/13),
Karel Studený (3/0/2) –
Přemysl Bičovský (28/7),
Zdeněk Buryánek (1/0),
Jiří Finger (3/0),
Miroslav Jirousek (27/2),
Miloš Kačírek (2/0),
Zdeněk Koubek (22/1),
Miroslav Macháček (7/0),
Jaroslav Melichar (28/3),
Jaromír Mixa (24/0),
Jiří Novák (25/0),
Zdeněk Pichner (1/0),
Jiří Setínský (11/0),
Pavel Stratil (27/3),
Jiří Šourek (10/1),
Jan Thorovský (29/2),
Josef Vejvoda (29/4),
František Vítů (13/0),
František Weigend (19/1),
Vladimír Žalud (14/0),
Jiří Ženíšek (19/4) –
trenér Antonín Rýgr, asistent Zdeněk Fajfer

### TJ VSS Košice
Ján Baranec (15/0/4),
Alojz Bomba (3/0/0),
Anton Švajlen (15/1/2) –
Bohumil Andrejko (2/0),
Imrich Angyal (22/1),
František Babej (1/0),
Vojtech Battányi (18/1),
Jaroslav Boroš (26/7),
Róbert Borták (5/1),
Andrej Daňko (25/9),
Dušan Galis (25/14),
František Hoholko (26/2),
Štefan Jutka (27/0),
František Králka (25/0),
Ladislav Lipnický (14/4),
Jaroslav Pollák (30/4),
Ján Strausz (24/15),
Jozef Štafura (26/5),
Ladislav Štovčík (5/0),
Ladislav Tamáš (29/0) –
trenér Štefan Jačiansky

### ASVS Dukla Praha
Jaroslav Netolička (2/0/0),
Ivo Viktor (29/0/9) –
Jaroslav Bendl (24/0),
Ivan Bilský (20/4),
Miroslav Datko (8/1),
Jiří Dvořák (4/0),
Karel Dvořák (27/3),
Alojz Fandel (10/0),
Miroslav Gajdůšek (30/10),
Ján Geleta (29/1),
Rudolf Gergel (20/0),
Jiří Krumich (17/2),
Luděk Macela (28/0),
Zdeněk Mikuš (6/1),
Zdeněk Nehoda (27/8),
Oldřich Rott (27/1),
Václav Samek (30/1),
František Štambachr (23/1),
Milan Vdovjak (2/0),
Ivan Voborník (3/0) –
trenér Josef Masopust

### TJ Škoda Plzeň
Josef Čaloun (30/0/7) –
Ivan Bican (28/6),
František Brusnický (25/2),
Ladislav Fojtík (11/0),
Milan Forman (29/1),
Ján Gomola (4/0),
Jiří Hoffmann (1/0),
Miroslav Kašpar (10/1),
Václav Kořínek (4/0),
Josef Kříbala (13/1),
Zdeněk Michálek (28/4),
František Plass (30/2),
Miroslav Pressl (2/0),
František Sudík (26/1),
Karel Süss (27/2),
Milan Šíp (9/2),
Stanislav Štrunc (29/8),
Petr Uličný (29/6),
Karel Vojáček (25/7),
Bohumil Vojta (11/1) –
trenér Jiří Rubáš

### TJ LIAZ Jablonec
Radim Straka (2/0/0),
Jaroslav Vávra (3/0/0),
Jiří Vošta (26/0/8) –
Augustin Badin (27/0),
Pavel Bartyzal (21/0),
Petr Cinibulk (5/0),
Josef Frydrych (18/0),
Eduard Helešic (18/0),
Ludovít Huščava (22/0),
František Jelínek (11/0),
Miloslav Kukla (10/3),
Josef Latislav (27/1),
Zdeněk Lochman (12/0),
Jaroslav Mužík (14/0),
František Patlejch (18/0),
Karel Pěnek (1/0),
Jaroslav Petříček (29/3),
Imrich Solčán (27/3),
Rudolf Svoboda (28/14),
Luboš Šrejma (29/0),
Luděk Štarch (29/4) –
trenér Tadeáš Kraus, asistent Václav Halama

### TJ ZVL Žilina
Ján Cepo (30/0/6) –
Jozef Beleš (30/6),
Igor Frič (6/0),
Ladislav Frko (2/0)
Jozef Gargulák (24/2),
Miroslav Gerhát (25/1),
Tibor Chobot (30/5),
Jaroslav Kališ (5/0),
Ladislav Knapec (17/0),
Miroslav Kráľ (12/1),
Anton Mintál (14/1),
Rudolf Podolák (28/0),
Albert Rusnák (29/4),
Vladimír Rusnák (5/0),
Štefan Slezák (29/8),
Milan Staškovan (19/0),
Karol Šulgan (25/0),
Jozef Tománek (13/3),
Štefan Tománek (30/7),
Miroslav Turianik (3/0) –
trenér Michal Baránek

### TJ Baník Ostrava OKD
Pavol Michalík (30/0/8) –
Milan Albrecht (28/7),
Milan Geduldík (1/0),
Jiří Hudeček (23/3),
František Huml (12/1),
Jiří Klement (21/5),
Lubomír Knapp (27/6),
Josef Kolečko (29/3),
Arnošt Kvasnica (13/1),
Miroslav Mička (23/1),
Lumír Mochel (26/0),
Petr Nesrsta (2/0),
Libor Radimec (9/1),
Zdeněk Rygel (18/0),
Rostislav Sionko (1/0),
Petr Slaný (27/1),
Zdeněk Svatonský (5/0),
Ivo Špaček (3/1),
Josef Tondra (27/0),
Rostislav Vojáček (25/1),
Miroslav Vojkůvka (18/0),
Ladislav Zetocha (5/0) –
trenér Tomáš Pospíchal

### TJ TŽ Třinec
Vladimír Hadrava (18/0/5),
Kazimír Mrozek (13/0/5) –
Jozef Biely (7/0),
Zdeněk Dembinný (3/0),
František Gögh (23/2),
Marián Huťka (4/0),
Jiří Jiskra (7/0),
Štefan Kuchár (22/4),
Milan Lišaník (24/0),
Milan Lysek (9/0),
Peter Meľuch (14/1),
Jiří Nevrlý (20/1),
Vladimír Onufrák (10/3),
Miroslav Pauřík (27/1),
Viktor Pčola (4/0),
Jan Pospíšil (15/5),
Karel Roubíček (23/1),
Petr Svoboda (27/2),
Štefan Šarišský (16/0),
Bohuslav Škereň (25/4),
Lubomír Vašek (29/0),
Dušan Zbončák (27/5),
Peter Zbončák (8/0) –
trenér Vlastimil Chobot

### TJ Sparta ČKD Praha
Jiří Kislinger (5/0/2),
Jan Poštulka (25/0/6) –
Jaroslav Bartoň (5/1),
Svatopluk Bouška (13/0),
Zdeněk Caudr (11/1),
Milan Čermák (22/3),
Slavomír Hrůša (10/0),
František Chovanec (24/2),
Jan Jiras (6/5),
Josef Jurkanin (24/2),
Vladimír Kára (24/1),
Pavel Konvalinka (1/0),
Václav Kotal (19/3),
Jaroslav Kotek (1/0),
Pavel Melichar (23/1),
Karel Nachtman (1/0),
Josef Pešice (28/7),
Josef Peták (14/1),
Miloslav Pohunek (9/0),
Antonín Princ (15/0),
Jiří Rosický (18/1),
Zdeněk Smištík (11/3),
Stanislav Smolaga (2/0),
Tomáš Stránský (12/1),
Vladimír Táborský (4/0),
Oldřich Urban (25/6),
Bohumil Veselý (22/1) –
trenéři Ivan Mráz (1.–25. kolo) a Zdeněk Roček (26.–30. kolo)

### TJ AC Nitra
Ján Krajč (6/0/0),
Vladimír Szabó (8/0/1),
Rastislav Vincúr (16/0/3) –
František Babčan (23/1),
Ivan Bilský (2/1),
Jaroslav Brázdik (10/0),
Stanislav Dominka (18/0),
Juraj Grác (24/4),
Ivan Horn (28/2),
Daniel Ižold (28/1),
Ladislav Jenčák (14/0),
Jozef Kollárik (2/0),
Štefan Labay (6/1),
Jozef Petrán (11/2),
Július Porubský (21/2),
Ivan Pozdech (15/1),
František Rapan (7/0),
Ján Rosinský (17/0),
Ján Sučko (11/1),
Miroslav Svýba (1/0),
Ladislav Szkladányi (2/0),
Fedor Štarke (20/5),
Ondrej Takács (19/3),
Vladimír Ternény (27/4),
Ladislav Toporčák (5/0),
Ladislav Tóth (22/4) –
trenér Ján Dinga